# Арнаут, Илья Ильич
Илья Ильич Арнаут — молдавский советский хозяйственный, государственный и политический деятель, Герой Социалистического Труда.

## Биография
Родился в 1937 году в селе Кирсово. Член КПСС с 1960 года.
С 1965 года — на хозяйственной, общественной и политической работе. В 1965—1990 гг. — агроном, секретарь парткома колхоза «Маяк», председатель колхоза «Заря» Комратского района, в аппарате ЦК КП Молдавской ССР, первый секретарь Чадыр-Лунгского райкома КП Молдавской ССР.
Указом Президиума Верховного Совета СССР от 7 марта 1980 года присвоено звание Героя Социалистического Труда с вручением ордена Ленина и золотой медали «Серп и Молот».
Избирался депутатом Верховного Совета Молдавской ССР 10-го созыва.